# Матавла
Матавла́ (рос. Матавла, башк. Мәтәүле) — присілок (у минулому селище) у складі Дуванського району Башкортостану, Росія. Входить до складу Заїмкинської сільської ради.
Населення — 101 особа (2010; 103 у 2002).
Національний склад:
- башкири — 51 %
- росіяни — 40 %